# Gerhard Baumrucker
Gerhard Baumrucker (* 19. März 1929 in Prag; † 14. Juli 1992 in München) war ein deutscher Schriftsteller tschechischer Herkunft.

## Leben
Mit 17 Jahren kam Baumrucker 1946 nach München. Er besuchte dort das humanistische Gymnasium und die städtische Sprachenschule. Anschließend studierte er an der Ludwig-Maximilians-Universität München Romanistik sowie Theater- und Literaturwissenschaften. Danach ließ er sich als freier Schriftsteller und Übersetzer in München nieder. Parallel dazu arbeitete er auch immer wieder für verschiedene Radiosender und Fernsehanstalten.
Im Alter von 63 Jahren starb Gerhard Baumrucker am 14. Juli 1992 in München und fand dort auch seine letzte Ruhestätte.

## Rezeption
Baumruckers Engagement als Übersetzer ist es zu verdanken, dass der mexikanische Schriftsteller Paco Ignacio Taibo II in Deutschland bekannt wurde. Er übersetzte – auch zusammen mit seiner Ehefrau – aus englischer, portugiesischer, spanischer und tschechischer Sprache.

## Ehrungen
- 1980/81 Edgar-Wallace-Preis für den Roman Die Weise von Liebe und Mord.

## Werke (Auswahl)

### Drehbücher
- Adieu Mademoiselle. Musical. 1965.
- Ein Fall für Sie. 1975.
- Jim Valentines großer Coup. 197 (frei nach einer Erzählung O. Henrys).
- Träume kann man nicht verbieten. 1979.

### Kriminalromane
- Drei Namen. Goldmann, München 1983.
- Mord im April. Goldmann, München 1969.
- Schwabinger Nächte. Goldmann, München 2003 (Nachdr. d. Ausg. München 1964).
- Skandal. Goldmann, München 1965.
- Tödliches Rendezvous. Goldmann, München 1965.
- Die Weise von Liebe und Mord. Goldmann, München 1981.

### Theaterstücke
- Brodrick. Kriminalstück in drei Akten. Bärenreiter Verlag, Kassel 1963.
- Entweder – oder. Komödie in drei Akten. Bärenreiter Verlag, Kassel 1965.
- Majestät darf abservieren. Lustspiel in drei Akten. Bärenreiter Verlag, Kassel 1970.
- Rendezvous mit Papa. Lustspiel in drei Akten. Bärenreiter Verlag, Kassel 1963.